# Bernd Blechschmidt
Bernd Blechschmidt (ur. 24 sierpnia 1961) – niemiecki kombinator norweski reprezentujący NRD, brązowy medalista mistrzostw świata.

## Kariera
Pierwszy sukces w swojej karierze Bernd Blechschmidt osiągnął w 1981 roku, kiedy podczas Mistrzostw Świata Juniorów w Schonach zdobył indywidualnie złoty medal. W Pucharze Świata zadebiutował 29 grudnia 1983 roku w Oberwiesenthal, gdzie zajął 24. miejsce w zawodach rozgrywanych metodą Gundersena. Był to jego jedyny występ w sezonie 1983/1984 i wobec braku zdobytych punktów (do sezonu 2001/2002 obowiązywała inna punktacja Pucharu Świata) nie został uwzględniony w klasyfikacji generalnej.
Pierwsze pucharowe punkty zdobył dokładnie rok później, 29 grudnia 1984 roku w Oberwiesenthal, zajmując piętnaste miejsce. Nie pojawił się w ani razu w pozostałych konkursach sezonu 1984/1985 i w klasyfikacji generalnej zajął 41. pozycję z jednym punktem na koncie. Najlepsze wyniki w Pucharze Świata osiągnął w sezonie 1988/1989, który ukończył na 24. miejscu. Wtedy też osiągnął najlepszy wynik w zawodach pucharowych, zajmując czwarte miejsce 29 grudnia 1988 roku w Oberwiesenthal. Mimo iż w sezonie tym pojawił się jeszcze cztery razy to punktów już nie zdobywał. W lutym 1989 roku wystąpił na Mistrzostwach Świata w Lahti. Osiągnął tam swój największy sukces w kategorii seniorów, wspólnie z Ralphem Leonhardtem i Thomasem Abratisem zdobywając brązowy medal w sztafecie. W konkursie indywidualnym zajął 28. miejsce. W 1989 roku zdobył także tytuł mistrza NRD.
Blechschmidt startował w Pucharze Świata B (obecnie Puchar Kontynentalny), jednakże w tych zawodach również nie osiągał sukcesów. W klasyfikacji generalnej sezonu 1990/1991 zajął 43. miejsce, zdobywając tylko 1 punkt. W 1991 roku zakończył karierę.

## Osiągnięcia

### Mistrzostwa świata
| Miejsce | Dzień     | Rok  | Miejscowość | Konkurencja          | Wynik zwycięzcy | Strata      | Zwycięzca         |
| ------- | --------- | ---- | ----------- | -------------------- | --------------- | ----------- | ----------------- |
| 28.     | 18 lutego | 1989 | Lahti       | Gundersen K-90/15 km | 37:10.7 min     | +5:32.1 min | Trond Einar Elden |
| 3.      | 24 lutego | 1989 | Lahti       | Sztafeta K-90/4x5 km | 1:24:21.7 min   | +1:48.4 min | Norwegia          |

### Mistrzostwa świata juniorów
| Miejsce | Dzień     | Rok  | Miejscowość | Konkurencja          | Wynik zwycięzcy | Strata | Zwycięzca |
| ------- | --------- | ---- | ----------- | -------------------- | --------------- | ------ | --------- |
| 1.      | 12 lutego | 1981 | Schonach    | Gundersen K-90/15 km | ?               | -      | -         |

### Puchar Świata

#### Miejsca w klasyfikacji generalnej
- sezon 1984/1985: 41.
- sezon 1988/1989: 24.

#### Miejsca na podium
Blechschmidt nigdy nie stał na podium indywidualnych zawodów Pucharu Świata.

### Puchar Kontynentalny

#### Miejsca w klasyfikacji generalnej
- sezon 1990/1991: 43.

#### Miejsca na podium
Blechschmidt nigdy nie stał na podium indywidualnych zawodów Pucharu Kontynentalnego.